# Mustafa Yılmaz
Pour les articles homonymes, voir Yılmaz.
Mustafa Yilmaz est un joueur d'échecs turc né le 5 novembre 1992.
Au 1er juillet 2021, il est le numéro deux turc et le 138e joueur mondial avec un classement Elo de 2 630 points.

## Biographie et carrière
Champion de Turquie en 2009 (à seize ans), 2017 et 2022, Yilmaz est grand maître international depuis 2012.
En avril 2017, il finit premier ex æquo de l'open de Dubai.

### Coupes du monde
Lors de la Coupe du monde d'échecs 2021, il bat le joueur émirati  Noaman Omar au premier tour, puis il perd au deuxième tour face à l'Arménien Haïk Martirossian. Lors de la Coupe du monde d'échecs 2023, il est battu au troisième tour par l'Américain Fabiano Caruana.
| Année | Lieu   | Résultat       | Ultime adversaire | Adversaires battus            |
| ----- | ------ | -------------- | ----------------- | ----------------------------- |
| 2021  | Sotchi | deuxième tour  | Haïk Martirossian | Noaman Omar                   |
| 2023  | Bakou  | troisième tour | Fabiano Caruana   | Chitumbo Mwali, Awonder Liang |

### Compétitions par équipe
Mustafa Yilmaz participe aux olympiades depuis 2008. Lors de l'olympiade d'échecs de 2016, il jouait au troisième échiquier de la Turquie et son équipe finit sixième, le meilleur résultat du pays dans les olympiades d'échecs.
Il a également participé à deux championnats du monde par équipe (2010 et 2013) au troisième échiquier et à trois championnats d'Europe par équipe (il jouait au premier échiquier de la Turquie en 2011).